# Microdrive (informatica)

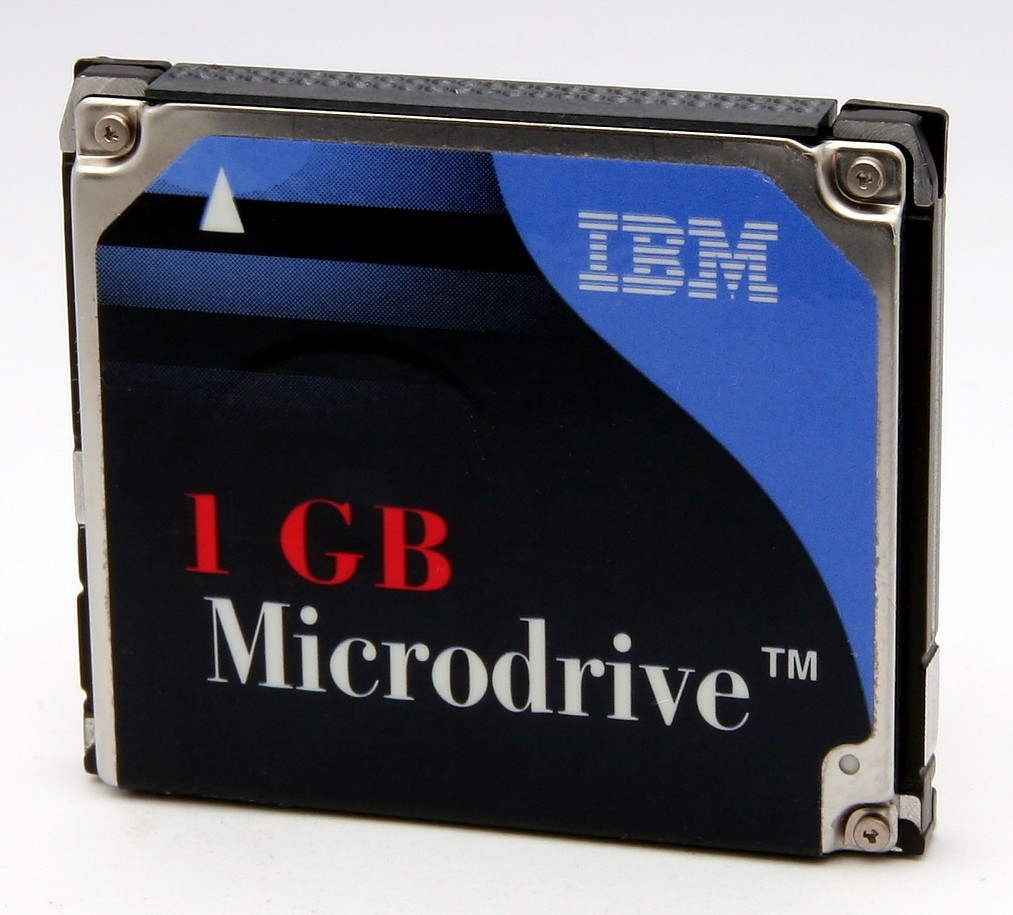
Microdrive IBM da 1 GB

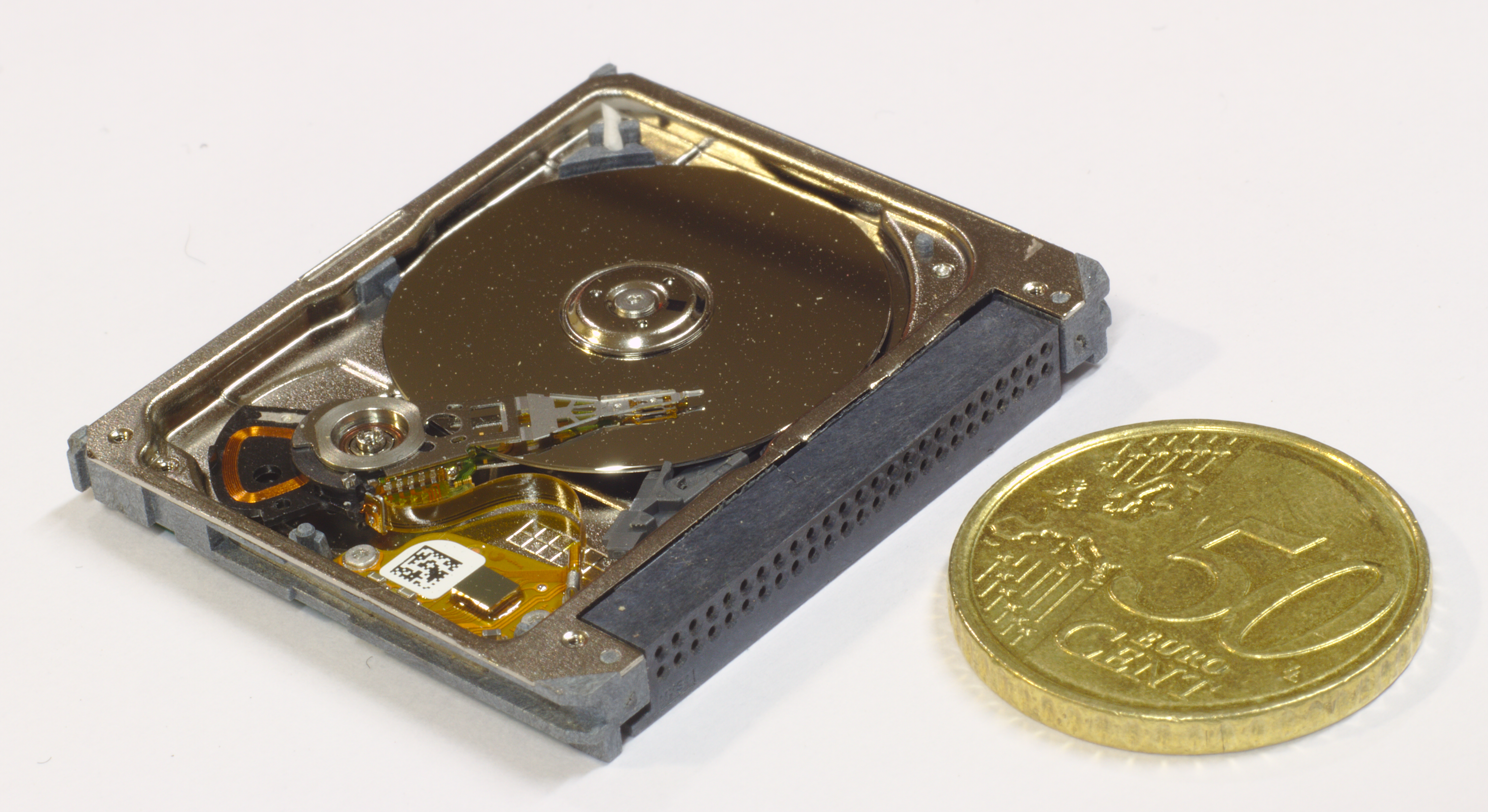
Seagate microdrive da 5 GB

Il Microdrive è una famiglia di hard disk removibili da 1 pollice inizialmente sviluppata e commercializzata dall'IBM a partire dalla seconda metà degli anni novanta del XX secolo. Gli hard disk appartenenti a questa famiglia sono stati tra i primi hard disk da 1 pollice disponibili in commercio. Dopo l'IBM solo l'Hitachi ha commercializzato dei modelli di Microdrive. In seguito produttori come Seagate hanno sviluppato e commercializzato hard disk da 1 pollice, ma non con il brand name "Microdrive".

## Caratteristiche
Hard Disk di dimensioni estremamente ridotte (1,3 pollici), pensati per l'uso in dispositivi portatili, erano stati già sviluppati e commercializzati con il nome Kittyhawk da Hewlett-Packard a partire dal 1992, con tagli da 20 MB e 40 MB e connessioni PATA e PCMCIA, ma avevano riscosso poco successo, a causa delle prestazioni nettamente inferiori ai dischi di dimensioni fisiche superiori.
Sei anni dopo, nel 1998, IBM provò ad entrare in questa stessa fascia di mercato, con due modelli a 170 MB e 340 MB, interfaccia CompactFlash di tipo II, una velocità di rotazione di 4500 rpm e una velocità di trasferimento variabile tra i 30 e i 50 MB/s. Questi tagli, seppur inferiori a quello che potevano offrire i modelli a 2,5 pollici, erano nettamente superiori a quelli disponibili con le CompactFlash a stato solido, al tempo limitate a poche decine di MB.
Negli anni successivi IBM e le aziende concorrenti commercializzarono modelli a capacità sempre crescente, fino a quando, nella seconda metà degli anni dieci del XXI secolo, le schede di memoria a stato solido e le chiavi USB hanno iniziato ad offrire capacità superiori, il che, unito agli altri vantaggi relativi alla differente tecnologia (minor consumo e minore rischio di guasti meccanici), ha decretato la fine commerciale dei microdrive.

## Applicazioni
Il Microdrive è utilizzato in applicazioni che richiedono dimensioni contenute. Principalmente in dispositivi portatili come ad esempio macchine fotografiche e camcorder. Ma sono utilizzati anche sui single-board computer. In passato sono stati utilizzati anche da Apple, per alcuni modelli di iPod.

## Modelli commercializzati
I modelli dell'IBM commercializzati hanno la seguente capacità (tra parentesi è indicato l'anno di inizio commercializzazione):
- 170 MB (1998);
- 340 MB (1998);
- 512 MB (2000);
- 1 GB (2000).

I modelli dell'Hitachi commercializzati hanno la seguente capacità (tra parentesi è indicato l'anno di inizio commercializzazione):
- 2 GB (2003);
- 4 GB (2004);
- 6 GB (2005);
- 8 GB (2006).